# 歌行燈 (1960年の映画)
『歌行燈』（うたあんどん）は1960年の日本のドラマ映画。
監督は衣笠貞之助、出演は市川雷蔵と山本富士子など。
泉鏡花の同名小説を原作としている。
同原作の映画化としては1943年の成瀬巳喜男監督、花柳章太郎、山田五十鈴出演作に続いて2度目である。

## キャスト
- 恩地喜多八: 市川雷蔵
- お袖: 山本富士子
- 恩地源三郎: 柳永二郎
- 辺見雪叟: 信欣三
- 笹野: 中条静夫
- 箕部: 武江泰雄（一部のサイトでは武江義雄となっている[1][2]。）
- 今村屋彦七：小沢栄太郎
- 宗山: 荒木忍
- おけい：小野道子
- おます[3]: 倉田マユミ[1][2]
- おこい[3]: 角梨枝子[1][2]
- おしも[3]: 町田博子[1][2]

## スタッフ
- 監督・脚本: 衣笠貞之助
- 脚本: 相良準
- 原作: 泉鏡花 『歌行燈』
- 製作: 永田雅一
- 撮影: 渡辺公夫
- 録音: 橋本国雄[1][2]
- 音楽: 斎藤一郎
- 美術: 下河原友雄[1][2]
- 照明: 泉正蔵[1][2]
- 色彩技術: 渡辺静郎[1][2]

## DVD
2006年9月22日に角川映画からDVDが発売されている。